# Кастель-Баронія
Кастель-Баронія (італ. Castel Baronia) — муніципалітет в Італії, у регіоні Кампанія, провінція Авелліно.
Кастель-Баронія розташований на відстані близько 250 км на південний схід від Рима, 85 км на схід від Неаполя, 37 км на північний схід від Авелліно.
Населення — 1145 осіб (2014).
Щорічний фестиваль відбувається 2 лютого. Покровитель — Madonna delle Fratte.

## Демографія
Населення за роками:

Станом на 1 січня 2023 року в муніципалітеті офіційно проживало 9 іноземців з 4 країн, серед них 6 громадян країн Євросоюзу та 3 громадяни України.

## Сусідні муніципалітети
- Карифе
- Флумері
- Сан-Нікола-Баронія
- Стурно
- Тревіко